# Volker Schmidt (Fußballspieler, 1957)
Volker Schmidt (* 22. November 1957 in Dresden) ist ein ehemaliger deutscher Fußballspieler. In der höchsten Spielklasse des DDR-Fußballs, der Oberliga, spielte er für die SG Dynamo Dresden sowie die BSG und den Nachfolger FC Wismut Aue.

## Sportliche Laufbahn

### Gemeinschafts- und Vereinsstationen
Schmidt spielte seit 1971 im Nachwuchs der SG Dynamo Dresden, nachdem er bei der BSG Wismut Pirna-Copitz mit dem Fußballspielen begonnen hatte. Im Männerbereich wurde er zunächst in Saison 1975/76 in der Reserveelf der Dresdner Dynamos in der zweitklassigen Liga eingesetzt. Ab der Spielzeit 1977/78 gehörte Schmidt dem erweiterten Oberligakader der Schwarz-Gelben an. Häufiger wurde er aber in der SGD-Nachwuchsoberligamannschaft aufgeboten. Seine einzige Erstligapartie im Team des damals amtierenden DDR-Meisters bestritt er am 19. November 1977 beim Auswärtsremis (1:1) bei der BSG Chemie Böhlen. In der 17. Minute wurde für den etatmäßigen Abwehrchef Dixie Dörner eingewechselt.
Im Sommer 1980 wechselte der 22-jährige Elektrofacharbeiter zur BSG Wismut Aue, bei der er zum Stammkraft im ostdeutschen Oberhaus reifte und die Position des Liberos für fast anderthalb Jahrzehnte bekleidete. Höhepunkt seiner Karriere waren sechs Einsätze im UEFA Cup für die Elf aus dem Erzgebirge. Im ersten Auftritt der Auer im Europapokal seit Anfang der 1960er-Jahre gelang ihm bei der 1:3-Auswärtsniederlage des DDR-Vertreters im Erstrundenhinspiel des UEFA-Pokalwettbewerbs 1985/86 gegen Dnepr Dnepropetrowsk der Ehrentreffer.
Seine Profikarriere beendete er 1994 in Aue bei dem seit 1993 unter dem Namen FC Erzgebirge Aue antretenden Verein. Zu diesem Zeitpunkt hatte er fast 350 Punktspiele für die Kumpelelf bestritten.

### Auswahleinsätze
Mitte der 1980er-Jahre lief die Auer Defensivkraft auch für die Olympiaauswahl des DFV auf, wobei hinter ihm in vielen Begegnungen sein Auer Teamkamerad Jörg Weißflog im Tor stand. Das DDR-Team, das im Wechsel Heiko Peschke (fünf Partien) und Volker Schmidt (drei Begegnungen) in den acht Qualifikationsmatches auf dem Liberoposten aufstellte, schaffte aber nicht den Sprung zum olympischen Fußballturnier 1988. Im Rahmen der Vorbereitung auf die Qualiaufgaben weilte die Olympiaelf 1987 beim Nehru Cup in Indien und erreichte mit dem Auer den Halbfinaleinzug. Insgesamt trug er zehnmal das Trikot dieser Auswahl.
Bereits lange dem Nachwuchs entwachsen, wurde der fast 29-jährige Wismut-Abwehrstratege Ende 1986 als einer der einsatzberechtigten älteren Spieler für die U-21-DDR-Nationalelf nominiert. Aber nach dem erfolgreichen Auftakt in der EM-Qualifikation mit Auswärtsremis in Norwegen (0:0) und Heimerfolg gegen Frankreich (1:0) wurde Volker Schmidt allein noch in der Olympiamannschaft aufgeboten.

## Trivia
Er ist mit der ehemaligen Schwimmerin und Olympiasiegerin Ulrike Richter verheiratet.